# Ундер-Улаан
Ундер-Улаан (монг. Өндөр-Улаан) – сомон Архангайського аймаку Монголії. Територія 4,0 тис. км², населення 6,0 тис. чол.. Центр селище Теел. Знаходиться на відстані 122 км від Цецерлега, 560 км від Улан-Батора. Школа, лікарня, сфера обслуговування

## Рельєф
Гори Хангаю (2200-2900 м), ріки Чулуут, Хануй.

## Корисні копалини
Сомон багатий на дорогоцінне каміння, будівельну сировину.

## Клімат
Різкоконтинентальний клімат, середня температура січня -22-24 градуси, липня +14-17 градусів, протягом року в середньому випадає 250-350 мм опадів.

## Природа
Лікувальні трави монгольського Алтаю гагнуур-родіола, алтан хундага, півонія. З тварин водяться вовки, лисиці, козулі, зайці, борсуки, тарбагани.

## Межі сомону
Сомон межує з такими сомонами аймаку Архангай: Жаргалант, Ерденемандал, Іхтамір, Чулуут, Хангай, Таріат.